# Holiday Valley
Holiday Valley é um lugar designado pelo censo localizado no condado de Clark no estado estadounidense de Ohio. No Censo de 2010 tinha uma população de 1.510 habitantes e uma densidade populacional de 320,34 pessoas por km².

## Geografia
Holiday Valley encontra-se localizado nas coordenadas 39° 51′ 13″ N, 83° 57′ 43″ O. Segundo a Departamento do Censo dos Estados Unidos, Holiday Valley tem uma superfície total de 4.71 km², da qual 4.71 km² correspondem a terra firme e (0%) 0 km² é água.

## Demografia
Segundo o censo de 2010, tinha 1.510 habitantes residindo em Holiday Valley. A densidade populacional era de 320,34 hab./km². Dos 1.510 habitantes, Holiday Valley estava composto pelo 94.97% brancos, o 1.52% eram afroamericanos, o 0.07% eram amerindios, o 0.99% eram asiáticos, o 0% eram insulares do Pacífico, o 1.06% eram de outras raças e o 1.39% pertenciam a duas ou mais raças. Do total da população o 2.32% eram hispanos ou latinos de qualquer raça.

## Localidades na vizinhança
O diagrama seguinte representa as localidades num raio de 8 km ao redor de Holiday Valley.